# 5000 IAU
5000 IAU eller 1987 QN7 är en asteroid i huvudbältet som upptäcktes 23 augusti 1987 av den amerikanske astronomen Eleanor F. Helin vid Palomar-observatoriet. Den är uppkallad efter Internationella astronomiska unionen.
Asteroiden har en diameter på ungefär 4 kilometer.